# Santa Maria del Rosario della Divina Provvidenza
Santa Maria del Rosario della Divina Provvidenza är ett dekonsekrerat kapell i Rom, helgat åt Jungfru Maria, och särskilt åt hennes roll som Vår Fru av Rosenkransen och Vår Fru av den Gudomliga Försynen. Kapellet är beläget vid Via di Ripetta i Rione Campo Marzio.

## Historia
Vid dagens Via di Ripetta 231 fanns tidigare välfärdsinrättningen Conservatorio della Divina Provvidenza, även benämnd Conservatorio delle Zitelle. Denna har sitt ursprung år 1672 då påve Clemens X gav prästen Francesco Paparetti i uppdrag att grunda en institution för föräldralösa flickor vid kyrkan San Nicola dei Funari a Tor de' Specchi. År 1675 förlänade Clemens X åt Paparetti en byggnad vid Via di Ripetta mellan dagens Via del Vantaggio och Via del Fiume. Här fanns sedan tidigare kyrkan Sant'Orsola a Ripetta, som gjordes om till institutionens privatkapell och helgades åt Santa Maria della Divina Provvidenza. År 1682 gav påve Innocentius XI en del av tullintäkterna från Porto di Ripetta åt Conservatorio della Divina Provvidenza, så att denna institution med tiden kunde ta hand om minst 100 medellösa flickor.
I början av 1700-talet revs kapellet och ett nytt uppfördes efter ritningar av markisen och arkitekten Girolamo Theodoli. Byggnadsarbetena förflöt dock långsamt och kapellet konsekrerades den 1 april 1728 av påve Benedikt XIII.
Kapellet har ett tunnvalv med en freskmålning – Miraklet med fem bröd och två fiskar – av Giacomo Triga; motivet symboliserar den gudomliga försynen. Interiören har en rektangulär grundplan med högaltare och två sidoaltaren. Själva det sakrala rummet har toskanska pilastrar, medan altarrummen har joniska pilastrar och kolonner i kompositordning. År 1727 fick Placido Costanzi i uppdrag att utföra tvenne sidomålningar för högaltaret: Jungfru Maria och Bebådelsens ängel. Costanzi målade även Kristi korsfästelse och Vila på flykten till Egypten för de bägge sidoaltarna. För högaltaret utförde Girolamo Pesci Vår Fru av Rosenkransen med de heliga Joakim och Anna.
År 1871 inlemmades Conservatorio della Divina Provvidenza i en annan välgörenhetsinstitution, Opera Pia di Santa Maria in Aquiro, vilken bevarar Costanzis målningar. I den från högaltaret motsatta väggen finns en byst föreställande påve Innocentius XI.